# Ignasi Torrent i Portabella
Ignasi Torrent i Portabella (Barcelona, 4 de gener de 1947 - 20 de maig de 2023) va ser un sacerdot català.
El 2006 va ingressar al Seminari de Barcelona. Fou ordenat prevere el 15 de novembre del 2009, quan tenia 62 anys. Estava llicenciat en Economia per la Universitat de Barcelona (1975), on es matriculà l'any 1964. En l'àmbit econòmic, havia treballat com a assessor econòmic de l'Orde Hospitalària de Sant Joan de Déu, com a director general de Règim Econòmic de la Seguretat Social, en el Departament d'Economia de la Generalitat de Catalunya, com a gerent de la Delegació d'Economia de l'Arquebisbat de Barcelona l'any 1996, i com a director de l'Àrea de Recursos de l'Institut Català de Finances l'any 2000. També fou administrador del Seminari Conciliar de Barcelona.
El 30 de maig de 2014 fou nomenat rector de la parròquia de Sant Francesc d’Assís, de Badalona.
En l'àmbit associatiu, va fundar l'associació Amics de la Gent Gran (de la qual n'era el president d'honor). També era membre dels patronats de Catalunya Cristiana, Ràdio Estel, de la Fundació Malalts Mentals de Catalunya, i de la Fundació Llegat Roca i Pi.

## Premis i reconeixements
El 2017, va rebre el Premi Amics de la Gent Gran.